# Dommeldange
Dommeldange (en luxembourgeois : Dummeldeng , en allemand : Dommeldingen) est l'un des 24 quartiers de Luxembourg-ville.
En 2025, il comptait 3 012 habitants, dont 72,3% de non-luxembourgeois.

## Situation géographique
Le quartier Dommeldange a une surface de 235,56 ha et se situe à la frontière nord-est de la capitale. Il est limitrophe au sud de Weimerskirch, et à l’lest de Eich et Beggen.  Il se situe dans l’extrême Nord-Est de la ville.
L'ancien centre est situé dans la vallée de l'Alzette. C'est ici que se trouvent l'église Saint-Hubert, un château, une école primaire, le lycée technique privé Émile-Metz et depuis 2007 l'Uelzecht-Lycée (littéralement « lycée Alzette », un lycée secondaire).
La « nouvelle » Dommeldange se trouve sur la colline à quelque 350 mètres d'altitude. Elle est constituée de bâtiments de haut luxe. La « nouvelle » Dommeldange est surnommée quartier de l'Europe : on peut en effet y découvrir des aspects d'une micro-Europe au sein de l'Europe.
Le champ de Dommeldange est le plus haut point de la ville de Luxembourg.

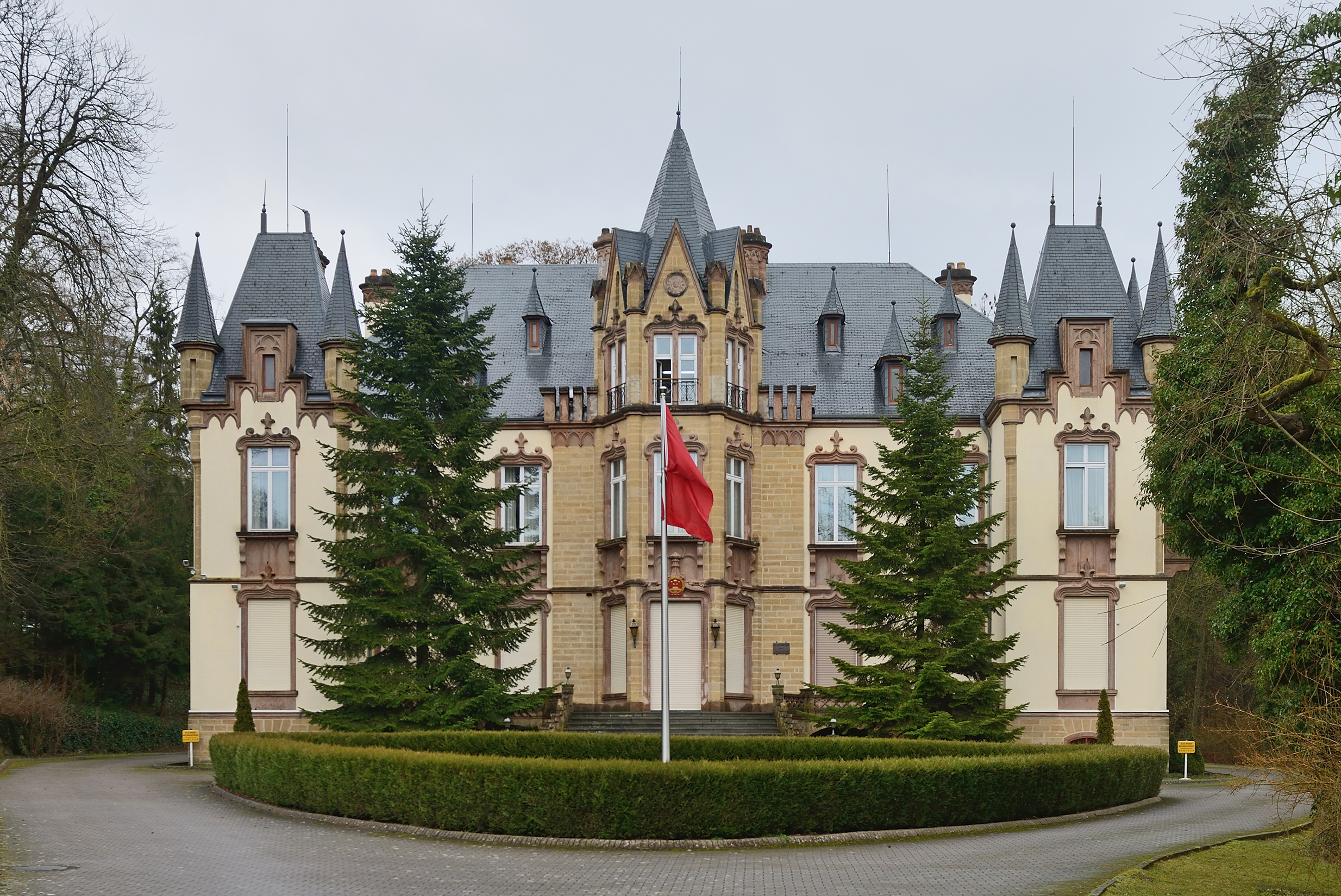
Château.
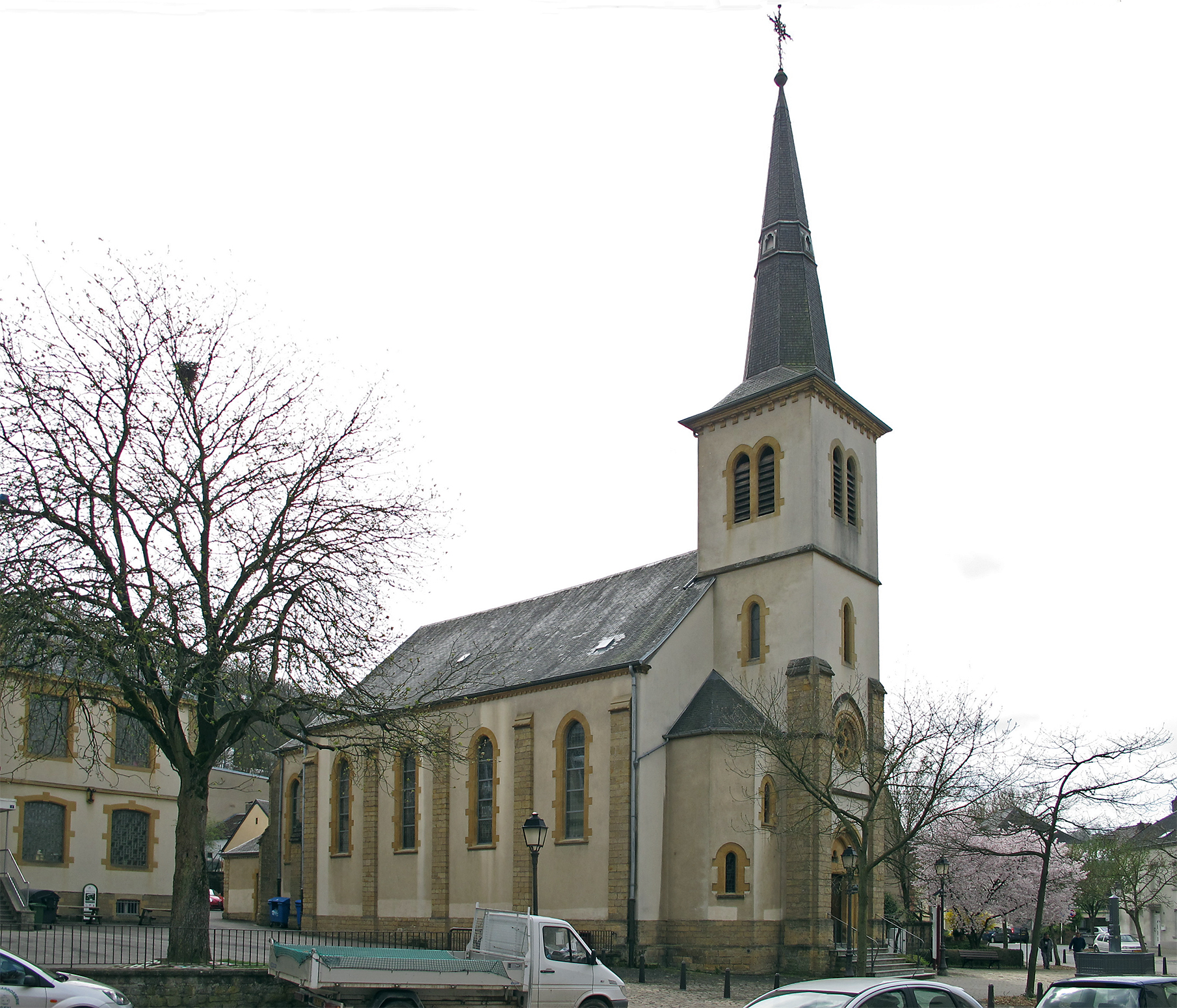
Église Saint-Hubert.
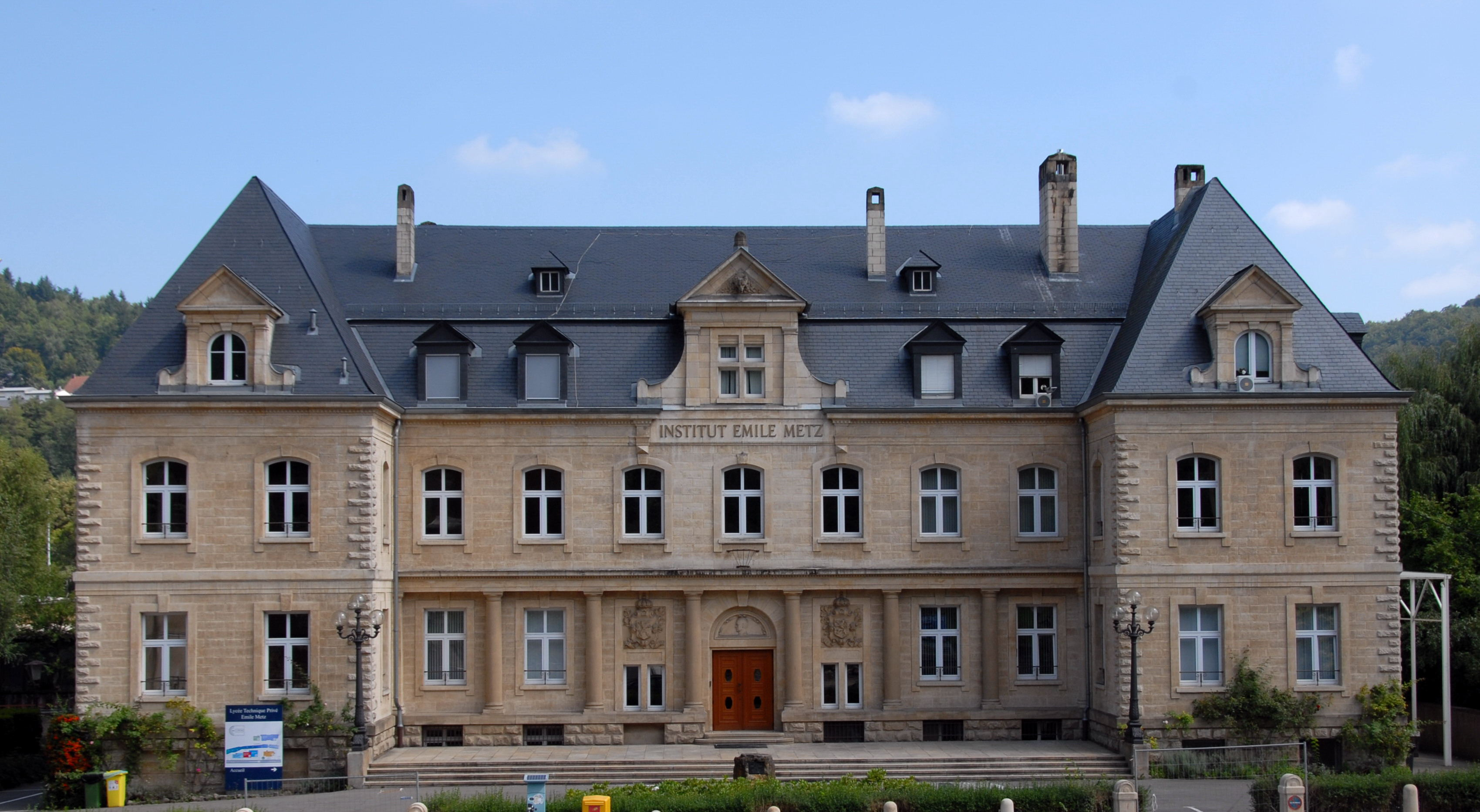
Lycée technique privé Émile-Metz.

## Historique
Dommeldange faisait partie à l’origine de l’ancienne commune d’Eich jusqu’au 1er juillet 1920, lorsque cette dernière fut intégrée à la ville de Luxembourg , et comme celle-ci était placée sous le signe de l’industrie sidérurgique.
Depuis 1777 la forge Grünewald était la propriété de la famille Collart, qui habitait le château existant encore aujourd’hui. Cette usine a dû cesser sa production au milieu du 19e siècle. L’inauguration en 1862 de la ligne de chemin de fer Luxembourg-Ettelbrück avec sa gare de Dommeldange a entraîné la construction de deux hauts-fourneaux des “Forges d’Eich Metz et Cie”.
Jusqu’en  1980 l’usine de Dommeldange s’est développée comme atelier de fabrication central pour l’industrie du fer luxembourgeoise. Beaucoup de bâtiments à Dommeldange témoignent encore aujourd’hui de l’héritage industriel de Luxembourg.